# Thalassémie
Ne doit pas être confondu avec Syndrome méditerranéen.
 Mise en garde médicale
Les thalassémies, encore appelées dans leur forme majeure anémie ou maladie de Cooley (Thomas Benton Cooley), sont des formes d'anémies héréditaires, faisant partie des  hémoglobinopathies (anomalies qualitatives ou quantitatives de l'hémoglobine des globules rouges). Cela se traduit par une anémie assez importante. On observe également une hypertrophie de la rate et des déformations du crâne et des os longs. La maladie est également connue sous l'appellation populaire de « maladie méditerranéenne ».
Même s'il existe deux sortes de thalassémie (alpha et bêta), du fait de la rareté de la première, les thalassémies « sans précision » correspondent, en fait, à des thalassémies bêta.

## Causes
Il s'agit de maladies génétiques atteignant la production de l'hémoglobine. Cette dernière est formée de quatre sous-unités, deux alpha et deux bêta dans le cas de l'hémoglobine adulte (HbA). Suivant le type de sous-unités atteint, on parle de thalassémies alpha ou de thalassémies bêta.

### Thalassémies alpha
Les alpha-thalassémies se caractérisent par un déficit de chaîne de globine-alpha dans l'hémoglobine. Elles affectent la synthèse des 3 sortes d'hémoglobine : HbA, HbA2 et HbF, car toutes contiennent la chaîne alpha ; dans ces cas la vie n'est possible que grâce à la formation de quantités importantes d'hémoglobines anormales ne se composant que des chaînes dont la synthèse n'est pas entravée : l'HbH et l'Hémoglobine Barts.
Ces maladies sont rares et à distribution ethnique localisée (certaines régions d'Afrique, d'Arabie saoudite, d'Inde ou de Thaïlande).

### Thalassémies bêta
Les bêta-thalassémies sont de loin les plus connues et les plus fréquentes. Elles se caractérisent par un déficit ou une absence de la chaîne β de l'hémoglobine. Seule la synthèse de l'HbA est entravée. Plus de 350 mutations ont été décrites, concernant soit le gène de la chaîne β, soit, beaucoup plus rarement, des gènes régulateurs. Elles touchent chaque année 60 000 enfants à la naissance dans le monde,.
Trois variétés de β-thalassémies sont distinguées :
- thalassémies β0, absence totale de chaine β (forme majeure),
- thalassémies β+, déficit (forme modérée)
- thalassémies β-δ, lorsque le déficit porte aussi sur les chaines δ (forme rare).

## Mécanismes

### Alpha-thalassémies
Le génome humain comporte deux gènes α-globine donc quatre allèles qui codent les chaines α de l'hémoglobine. Ils sont situés deux par deux (α1 et α2) sur chaque chromosome 16. Les alpha-thalassémies sont dues le plus souvent à une délétion emportant un ou deux gènes, plus rarement à des mutations ponctuelles ou des insertions dans un gène α.
Ces anomalies peuvent ne toucher qu'un seul allèle ( -α/αα ), c'est une forme hétérozygote dite silencieuse car asymptomatique avec examens normaux (parfois microcytose inconstante).
Quand deux allèles sont touchés, en forme hétérozygote en cis ( --/αα ), ou en forme homozygote en trans ( -α/-α ), il s'agit d'une thalassémie dite mineure, avec un taux d'hémoglobine normal ou légèrement abaissé.
Quand trois allèles sont touchés ( --/-α ), la thalassémie est dite hémoglobinose H, elle se présente comme une anémie hémolytique régénérative, microcytaire et hypochrome, de degré variable, pouvant s'aggraver par des facteurs externes (infection, médicament, oxydant alimentaire...). On peut aussi observer ictère, lithiase biliaire, ou hyper-absorption digestive du fer.
Quand quatre allèles sont touchés ( --/-- ), la thalassémie constitue un hydrops fetalis incompatible avec la vie (mort in utero ou anasarque fœto-placentaire à la naissance).
Le déficit de chaînes alpha entraine une diminution d'hémoglobine normale et la formation d'hémoglobines anormales (hémoglobine Bart's, hémoglobine H). L'importance du déséquilibre, entre les chaînes déficientes alpha et les chaînes non alpha, explique les différentes anomalies hématologiques observées. 

### Bêta-thalassémies
Les β-thalassémies se distinguent en formes majeures (homozygotes ou maladie de Cooley) et en formes intermédiaires et mineures (hétérozygotes).

#### Formes homozygotes

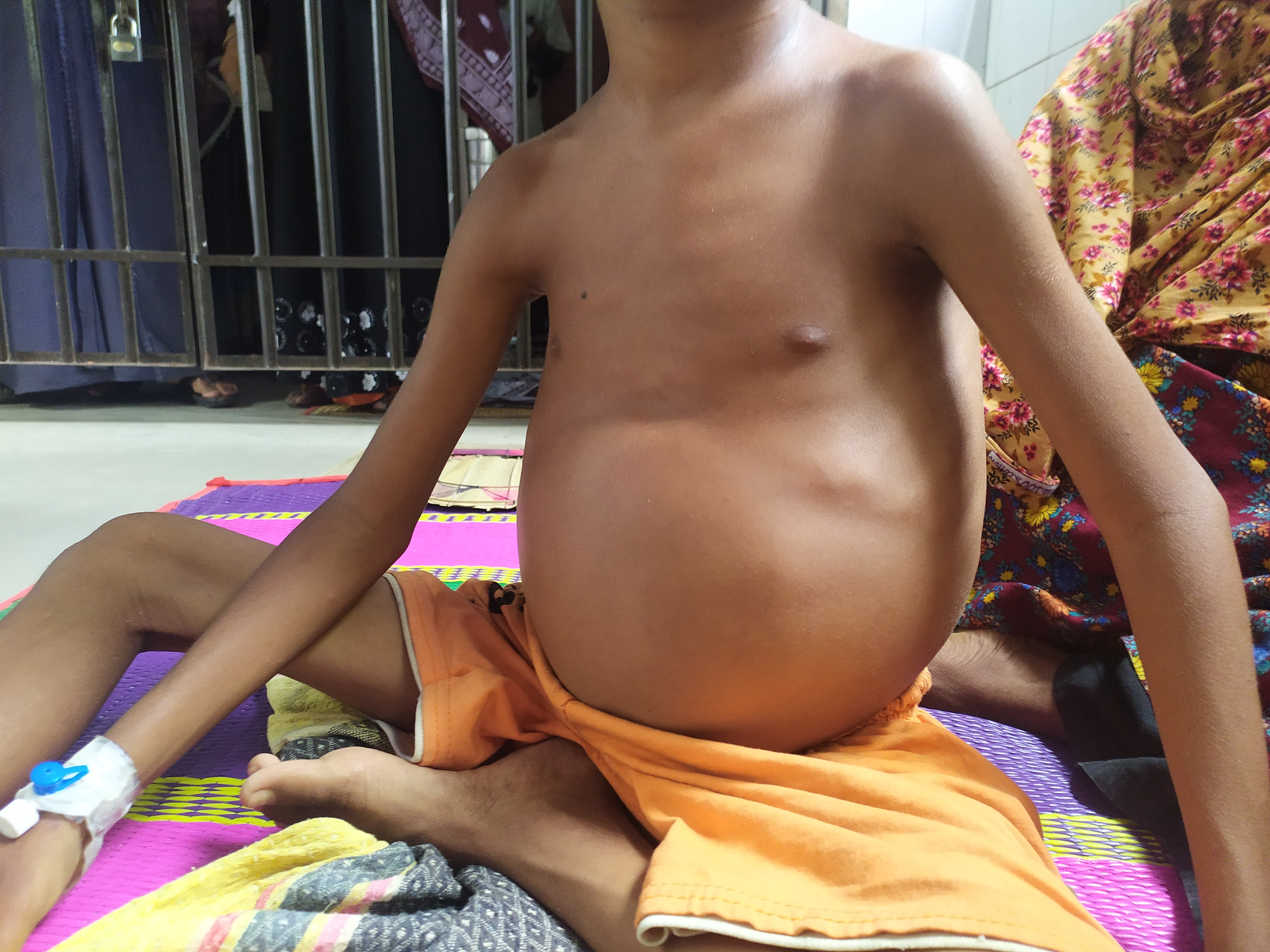
Splénomégalie chez un patient pédiatrique thalassémique.

Dans la bêta-thalassémie homozygote, l'excès relatif des chaînes alpha précipite dans l'érythroblaste et entraîne sa lyse par toxicité membranaire, ce qui est à l'origine d'une érythropoïèse inefficace. Les érythroblastes capables de synthétiser l'hémoglobine F parviennent à produire des réticulocytes et des globules rouges matures.
Les hématies circulant sont microcytaires, c'est-à-dire de petite taille, déformés (poïkilocytose) et ont une durée de vie raccourcie. L'anémie est due à 2 mécanismes : l'érythropoïèse inefficace et l'hyperhémolyse. L'anémie profonde induit une hypersécrétion d'Érythropoïétine induisant une stimulation de l'érythropoïèse. L'expansion de ce secteur peut atteindre 30 fois la normale. 
Ceci a pour conséquence des déformations osseuses intéressant les os du crâne, la région malaire, les maxillaires et les extrémités des os longs principalement. Par ailleurs, l'hyperhémolyse et la métaplasie myéloïde sont à l'origine de la splénomégalie (rate augmentée de volume) et de l'hépatomégalie (foie augmenté de volume). Enfin ces patients présentent souvent une surcharge martiale en rapport avec l'hyperabsorption digestive de fer et surtout les transfusions itératives ; surcharge martiale qui peut conduire à une hémochromatose avec ses complications endocrinienne, cardiaque et hépatique.
En France, en 2011, les cellules du cordon ombilical d'un nourrisson pour soigner la bêta-thalassémie de sa sœur ainée a été le premier exemple français de "bébé médicament". Cette solution a permis de soigner la maladie de sa sœur.

#### Formes hétérozygotes
Dans la bêta-thalassémie hétérozygote, il y a une diminution de la synthèse de l'hémoglobine à l'origine de la microcytose et l'hypochromie. La petite taille des érythrocytes est compensée par leur nombre d'où une pseudo-polyglobulie (6 à 7 millions d'hématies/mm³). Par ailleurs, l'augmentation relative de synthèse des chaînes conduit à l'élévation du taux d'hémoglobine A2 (> 3,5 %).

## Incidence et prévalence

### Dans le monde
Le gène thalassémique est largement répandu parmi les populations occupant les bords de la Méditerranée (Thalassa = la mer en Grec ancien), en Corse, en Italie et en particulier dans le delta du Pô, en Sardaigne, en Sicile ; en Grèce, en Crète, à Chypre au Liban, en Syrie et en Turquie. D'autres foyers (peut-être dus à un allèle différent) existent en Thaïlande, au Laos, en Inde, en Chine, aux Philippines et dans certaines régions d'Afrique. 
Les plus fortes fréquences (porteurs du gène) se trouvent à Chypre (14 % de la population), en Sardaigne (10 %) et en Asie du Sud-Est. Du fait des migrations et des métissages, le gène se retrouve dans toutes les parties du monde, chez un 1,5 % de la population mondiale (80 à 90 millions de personnes).
La prévalence globale de la β-thalassémie est estimée à 288 000 cas, dont 60 à 80 % nécessitent un traitement. L'incidence annuelle des cas symptomatiques serait de l'ordre de 1 pour cent mille habitants dans le  monde et de 1 sur dix mille en Europe. 
Aux États-Unis et dans l'Union Européenne, la prévalence est estimée à 15 000 cas, avec 1 500 enfants naissant chaque année avec la maladie. Dans la plupart des autres régions (Afrique du Nord,  Moyen-Orient, Asie), l'accès aux traitements est limité et les patients exposés à un risque accru dès leur plus jeune âge.

### En France
Les premiers cas de β-thalassémie majeure ont été décrits au début des années 1950. À la suite des migrations en provenance d'Europe du Sud et d'Afrique du Nord (années 1960), ces cas se sont faits plus nombreux : 362 patients atteints de forme majeure ou intermédiaire en 2002. Dans le cadre du plan Maladies rares, un centre de référence « Thalassémie » a été créé en 2006, ainsi qu'un registre national.  
En 2013, 550 patients étaient enregistrés, avec une dizaine de nouveaux cas diagnostiqués chaque année. Ces patients sont majoritairement originaires du bassin méditerranéen (Corse, Italie, Sardaigne, Grèce, Turquie, Afrique du Nord ) et du Sud-Est asiatique. Par comparaison, le nombre de patients atteints de drépanocytose en France était estimé en 2009 à plus de 10 000.

### Avantage contre le paludisme
La β-thalassémie est fréquente dans les régions endémiques pour le paludisme parce qu'elle aide à protéger les porteurs contre cette maladie (souvent létale dans les pays en voie de développement). En raison d'une polyglobulie relative et d'une concentration plus faible en hémoglobine des globules rouges, les thalassémiques (voir avantage hétérozygote), sont relativement protégés du paludisme : nombre de globules rouges survivants plus important et crise paludique moins souvent mortelle. La malaria n'a été éliminée d'Italie que récemment, fin des années 1940, début des années 1950. 

## Diagnostic de la bêta thalassémie
La thalassémie se présente cliniquement sous trois degrés de gravité : majeure, intermédiaire et mineure. 
Le diagnostic est suspecté sur la base de l'examen clinique, des antécédents personnels et familiaux, et sur l'hémogramme (notamment les différents index concernant les globules rouges). 
Le diagnostic est confirmé par électrophorèse de l'hémoglobine ou la chromatographie en phase liquide à haute performance. Les analyses d'ADN sont utiles pour confirmer et identifier le génotype spécifique en cause. 

### Forme majeure
La thalassémie majeure est secondaire à une forme homozygote (deux allèles atteints de la même façon, sur les deux chromosomes) ou à une forme hétérozygote composée (un allèle déficient mais de manière différente sur chaque chromosome).
Le diagnostic est le plus souvent porté à l'âge de 6 mois à 2 ans. L'anémie est typiquement microcytaire et hypochrome. Le taux d'hémoglobine peut être inférieur à 7 g/100 mL. 
L'électrophorèse de l'hémoglobine fait le diagnostic montrant un pourcentage d'HbF constamment augmenté et majoritaire tandis que le pourcentage de l'HbA2 est normal ou élevé.
L'hyperbilirubinéme libre est le témoin de l'hémolyse.

### Forme intermédiaire et mineure
Dans les formes intermédiaires, les signes cliniques et biologiques sont variables selon les cas (formes sévères proches des majeures, à modérées proches des mineures).
Pour la bêta-thalassémie mineure : il n'y a pas de symptomatologie clinique. Il peut cependant exister une légère splénomégalie. La biologie montre une microcytose sans anémie ou seulement modérée, une pseudo-polyglobulie avec des globules rouges en nombre supérieur à 5 à 7 millions/mm3, une hypochromie et un taux d'HbA2 supérieure à 3,5 %.
En cas d'anémie franche, il faut rechercher une cause aggravante, et déterminer le statut martial pour faire le diagnostic différentiel avec une anémie ferriprive (pas de carence en fer dans la thalassémie).

## Traitements
La thalassémie mineure est le plus souvent asymptomatique et ne nécessite pas de traitement spécifique. Le dépistage des hétérozygotes a pour enjeu l'identification des couples à risques pour les informer et les prendre en charge (conseil génétique).
Depuis les années 2010, la classification classiques des β-thalassémies (en majeure, intermédiaire, et mineure) tendent à être remplacées par une classification plus pratique :
- β-thalassémies nécessitant des transfusions régulières au long cours (formes majeures et intermédiaires sévères) ou « transfuso-dépendantes » ; pour cette variété, un traitement génique extrêmement coûteux, l'Exagamglogène autotemcel, est approuvé en Europe et aux Etats-Unis début 2024[12].
- β-thalassémies ne nécessitant pas de transfusions, ou de façon occasionnelle d'une durée limitée (formes mineures et intermédiaires non sévères).

### Définitifs
La transplantation de moelle n'est proposée que dans les formes graves.
Il peut être fait par allogreffe de moelle osseuse, avec un donneur de moelle : utilisé dans de nombreuses maladies du sang, notamment les leucémies. Il suscite l'espoir mais présente des risques mortels : complications hépatiques (maladie veino-occlusive dues à la chimiothérapie intensive pouvant évoluer vers une défaillance multiviscérale), maladie du greffon contre l'hôte, réactivation virale ou parasitaire lors de l'immuno-dépression. Plus le traitement intervient tôt dans la vie et plus le taux de réussite augmente. Cela pose le problème du donneur qu'on recherche généralement dans la famille pour des raisons d'histocompatibilité HLA. De plus, en raison du rapport bénéfice/risque, il est indiqué pour les nourrissons, enfants et adolescents. Pour l'adulte des critères péjoratifs ont été établis afin d'évaluer le risque d'échec ou de morbidité. L'âge, le taux de ferritine, l'état du foie (fibrose, hépatomégalie, hépatite) sont à considérer. En raison de difficultés « hémo-phagocytaires » la splénectomie est aussi à envisager.
La greffe peut être autologue, associée à une thérapie génique : l'idée est d'injecter le sang du cordon ombilical comprenant les cellules souches dans le patrimoine génétique desquelles aura été instillé un « gène médicament » via un vecteur viral (lentivirus du Sida modifié). Ainsi on peut corriger des cellules souches hématopoïétiques de moelle osseuse du malade même ce qui permet de se passer d'une concordance des groupes HLA ; on les infecte par un virus sain thérapeutique puis on les réinjecte en les laissant diffuser après une chimiothérapie (greffe autologue). Cette technique a été tentée chez deux patients, avec un bon résultat pour l'un d'eux, traité en 2007. Elle a le mérite de ne pas nécessiter de donneur extérieur (allogreffe) et d'éviter les rejets (maladie du greffon), mais ne dispense pas des lourdeurs d'une chimiothérapie intensive et de ses risques. Cette approche semble concluante. L'essai clinique élargi à 22 volontaires souffrant de bêta-thalassémie a permis en 2018 de prononcer 12 cas de guérison (avec 4 ans de recul) ; trois autres patients ont vu leur situation s'améliorer ; aucun ne fait de complication ; il n'y a aucun effet secondaire. L'entreprise à l'origine de cette technique se dit prête à lancer « des essais cliniques de phase 3 sur plusieurs continents avant d’effectuer la demande de mise sur le marché de ce médicament biologique ». Une approche similaire est envisagée pour traiter la drépanocytose, une autre hémoglobinopathie.

### Palliatifs
Le traitement consiste en des transfusions sanguines en fonction du dosage de l'hémoglobine, environ une fois par mois. Les transfusions maintiennent un taux d'hémoglobine aux alentours de 120 gL−1, évitent l'apparition des signes cliniques. Elles sont maintenues à vie si une allogreffe de moelle est impossible (sans transfusion, l'espérance de vie atteint rarement 8 ans dans les formes graves).
L'élimination de l'excès de fer (surcharge martiale) dû à l'apport extérieur chronique de sang et à la mort prématurée des globules rouges mal formés (apoptose) est indispensable. Pour éviter ces dépôts toxiques un peu partout dans le corps, on a longtemps utilisé un chélateur (la deferoxamine) qui fixe le fer et l'élimine via les voies naturelles, diminuant ainsi les complications de cette maladie ainsi que la mortalité. Toutefois le traitement est lourd et usant : piqûres quasi journalières avec des perfusions qui durent plusieurs heures (une dizaine parfois). Étant donné la faible compliance, un traitement par voie orale plus aisé existe (défériprone et déférasirox), avec des performances moindres mais semble-t-il « acceptables ». Un compromis pourrait être l'association d'un chélateur par voie orale avec la deferoxamine. La chélation du fer a permis d'augmenter l'espérance de vie des malades d'une dizaine d'années (sans chélation l'espérance de vie est d'une vingtaine d'années). Selon une revue systématique et une méta-analyse d'essais contrôlés randomisés, « les personnes souffrant de troubles de surcharge en fer, tels que la β-thalassémie, peuvent bénéficier de l'effet de restriction en fer des polyphénols ».
L'ablation de la rate (splénectomie) est souvent conseillée en raison d'un filtrage rigoureux, voire anormal des cellules sanguines et immunitaires qui augmente sensiblement la fréquence des transfusions.
Un médicament, le luspatercept est une protéine recombinante. Elle se lie spécifiquement à ligand appartenant à la super-famille des facteurs de croissance transformant. Ceci a pour conséquence une augmentation des dernières étapes de l'érythropoïèse. C'est un agent de maturation des érythrocytes ce qui conduit à une augmentation du taux d'hémoglobine observée sur un modèle animal (souris) par un mécanisme qui n'est pas complètement compris. Dans une étude préliminaire on a observé une diminution d'au moins 20 % du nombre d'unités de culot globulaire transfusé. Dans une étude internationale datant de 2020, incluant plus de 200 malades on observe une diminution de 30 à 50 % du nombre d'unités transfusées. Au premier trimestre 2020 ce médicament n'est pas disponible en France. La balance bénéfice-risque de ce médicament ne semble pas positive.

## Évolution
Dans le cas d'une thalassémie majeure, sans traitement, l’espérance de vie de l'enfant ne dépasse guère 20 ans. L'anémie chronique sévère entraîne des déformations faciales (type mongoloïde), nanisme, ventre proéminent (foie et rate volumineux), des déformations osseuses, une splénomégalie et une hépatomégalie. Il existe une pâleur et une asthénie profonde surtout en fin de cycle chez la fille pubère. La puberté est souvent retardée.
La surcharge en fer peut entraîner une hémochromatose et les signes qui s’ensuivent : diabète insulino-dépendant, lésions oculaires, atteintes hypophysaires et donc hormonales (trouble de l'érection, retard des règles), fibrose hépatique, désordres cardiaques, douleurs articulaires (genoux, doigts...). Il peut exister un état d'hypercoagubilité avec les complications qui en découlent.
Les thalassémies mineures comportent une anémie modérée qui n'entraine pas de symptômes apparents et n'a pas de graves répercussions sur la qualité de vie. Il n'y a pas de nécessité de transfusion.

## Conseil génétique
Il s'agit d'une maladie à transmission autosomique récessive.
En France, compte tenu de la faible prévalence de la maladie, le diagnostic génotypique des lésions moléculaires responsables, établi par la biologie moléculaire, n'est pas nécessaire au diagnostic, mais indispensable au diagnostic prénatal. Le dépistage des hétérozygotes identifiant les couples à risque peut amener à proposer un conseil génétique informant sur le risque de bêta-thalassémie majeure pour la descendance, et les possibilités de recours (prise en charge, diagnostic prénatal, interruption médicale de grossesse, diagnostic préimplantatoire). 
Quand les thalassémies représentent un problème de santé publique, comme à Chypre (1 cas pour 1 000 habitants dans les années 1970), des politiques de dépistage de masse sont mis en place, notamment le dépistage pré-nuptial qui a réduit de 90 % le nombre de naissances d'enfants thalassémiques.
Ces politiques peuvent soulever des problèmes éthiques. Elles demandent une information éclairée des personnes à risques, adaptée à l'environnement culturel et religieux (implication des leaders d'opinion et des responsables locaux).